# Archiwum Aktów Dawnych Miasta Krakowa
Archiwum Aktów Dawnych Miasta Krakowa – dawne archiwum miejskie, funkcjonujące niegdyś w budynku Szpitala Ubogich Parafii Mariackiej przy ul. Siennej 16, na Starym Mieście.

## Historia
Archiwum zostało założone w 1887 w budynku Szpitala Ubogich Parafii Mariackiej przy ul. Siennej 16 w celu zabezpieczenia oraz zgromadzeniu dawnych archiwaliów miejskich, które do XIX wieku pozostawały bez właściwej opieki. Pierwszym dyrektorem instytucji został Franciszek Piekosiński. W 1890 Rada Miasta Krakowa uchwaliła statut, według którego archiwum miało zajmować się gromadzeniem akt władz miejskich.
W 1951 archiwum zakończyło swoją działalność w związku z likwidacją samorządu terytorialnego, a jego archiwalia zostały przekazane Archiwum Państwowemu, które w 2012 zostało przekształcone w Archiwum Narodowe w Krakowie. Ostatnim dyrektorem instytucji był Marian Friedberg.

## Zasoby archiwum
W zasobach Archiwum Aktów Dawnych Miasta Krakowa znajdowały się m.in.: akta miejskie Krakowa, akta dawnego Miasta Kazimierza, Kleparza, dawnych jurydyk oraz przedmieść krakowskich, archiwalia Wolnego Miasta Kraków, Miasta Podgórza (przyłączonego w granicę Krakowa w 1915), a także księgi spisów ludności miasta z lat 1857–1921.
Archiwum pod swoją opieką miało również dokumenty Naczelnego Komitetu Narodowego, akta szkolne oraz staropolskie akta Nowego Sącza i Czchowa.

## Publikacje
Na podstawie posiadanych zbiorów, nakładem Archiwum Aktów Dawnych Miasta Krakowa ukazało się kilka publikacji naukowych m.in.: w latach 1904–1915 ukazały się: „Księgi ławnicze krakowskie 1365–1377”, „Księgi ławnicze krakowskie 1390–1397”, „Księgi przyjęć do prawa miejskiego w Krakowie 1392–1506”, a także liczący dwa tomy „Katalog Archiwum Aktów Dawnych Miasta Krakowa” (w którego skład wchodziły dokumenty pergaminowe i rękopisy). W 1932 nakładem archiwum ukazały się kolejne dwa wydawnictwa: „Księgi radzieckie kazimierskie 1369–1381” oraz „Księgi radzieckie kazimierskie 1382–1402”.

## Kierownictwo
Dyrektorzy:
- Franciszek Piekosiński (1887–1889)
- Stanisław Krzyżanowski (1890–1917)
- Adam Chmiel (1917–1933)
- Ludwik Strojek (1934–1939)
- Marian Friedberg (1939–1950)